# La Roue Tourangelle
De La Roue Tourangelle is een Franse eendagswielerwedstrijd die jaarlijks in maart wordt verreden in de Franse regio Centre-Val de Loire met alle edities Tours als finishplaats. De koers werd voor het eerst verreden in 2002 en is sinds 2004 een professionele wedstrijd die vanaf 2005 deel uitmaakt van de UCI Europe Tour, met een classificatie van 1.2. Vanaf 2013 heeft de wedstrijd een classificatie van 1.1. Vanaf 2015 is de wedstrijd ook onderdeel van de Coupe de France. De editie van 2020 werd niet verreden vanwege de coronapandemie. De edities van 2002-2012 en 2022-2025 werden in maart verreden, die van 2013-2021 stonden in april op de kalender.
De eerste editie werd gewonnen door de Pool Mariusz Wiesiak. In 2019 won Lionel Taminiaux als eerste Belg deze wedstrijd. De laatste verreden editie werd gewonnen door de Fransman Jason Tesson.

## Lijst van winnaars
| Jaar | Startplaats                | KM  | Winnaar                |
| ---- | -------------------------- | --- | ---------------------- |
| 2002 | Tours                      | 171 | Mariusz Wiesiak        |
| 2003 | Saint-Cyr-sur-Loire        | 157 | Sergej Lagoetin        |
| 2004 | Tours                      | 178 | Błażej Janiaczyk       |
| 2005 | Tours                      | 178 | Gilles Canouet         |
| 2006 | Beaumont-en-Véron          | 192 | Sergej Kolesnikov      |
| 2007 | La Membrolle-sur-Choisille | 186 | Joeri Trofimov         |
| 2008 | Sepmes                     | 184 | Vitalij Kondroet       |
| 2009 | Vouvray                    | 170 | Arnaud Molmy           |
| 2010 | Joué-lès-Tours             | 186 | Yann Guyot             |
| 2011 | Sainte-Maure-de-Touraine   | 188 | David Veilleux         |
| 2012 | Vernou-sur-Brenne          | 192 | Vjatsjeslav Koeznetsov |
| 2013 | Beaumont-en-Véron          | 195 | Mickaël Delage         |
| 2014 | Noyant-de-Touraine         | 200 | Angélo Tulik           |
| 2015 | Château-Renault            | 199 | Lorrenzo Manzin        |
| 2016 | Beaumont-en-Véron          | 192 | Samuel Dumoulin        |
| 2017 | Sainte-Maure-de-Touraine   | 200 | Flavien Dassonville    |
| 2018 | Château-Renault            | 200 | Marc Sarreau           |
| 2019 | Chinon                     | 186 | Lionel Taminiaux       |
| 2020 | Sainte-Maure-de-Touraine   | 204 | Niet verreden          |
| 2021 | Sainte-Maure-de-Touraine   | 204 | Arnaud Démare          |
| 2022 | Château-Renault            | 202 | Nacer Bouhanni         |
| 2023 | Chambray-lès-Tours         | 202 | Rory Townsend          |
| 2024 | Descartes                  | 200 | Jason Tesson           |
| 2025 | Chinon                     | 197 | Erlend Blikra          |

### Overwinningen per land
| Zeges | Land                                                      |
| ----- | --------------------------------------------------------- |
| 12    | Frankrijk                                                 |
| 3     | Rusland                                                   |
| 2     | Polen                                                     |
| 1     | België, Canada, Ierland, Noorwegen, Oekraïne, Oezbekistan |

2002 · 2003 · 2004 · 2005 · 2006 · 2007 · 2008 · 2009 · 2010 · 2011 · 2012 · 2013 · 2014 · 2015 · 2016 · 2017 · 2018 · 2019 · 2020 · 2021 · 2022 · 2023 · 2024 · 2025